# عزيزة (غلزار بردسير)
عزيزة (بالفارسية: عزیزه) هي قرية تقع في إيران في البلدة المركزية.